# Aicle.
Aicle. (яп. 愛狂います。 Айкуру) — японская oshare kei-группа. Группа прежде всего известна необычным смешением гротеска и позитива.

## История
Группа образовалась в 2006 году, и музыканты не вели концертную деятельность до декабря того же года. 22 декабря состоялось их первое выступление, во время которого музыканты презентовали свой первый сингл «Kinenbi».
22 ноября 2007 года группа выпустила удачный релиз «Kyuukei mugen rensa ~mizutama~», который смог попасть в первую десятку Oricon. В декабре уже был выпущен следующий макси-сингл «Dokushoku Marble». И в марте 2008-го был выпущен третий сингл «Kaitai shinsho», и он также смог добраться в десятку Oricon. После серии концертов они выпустили ещё три сингла: «Shidoromodoro» в июле, «Necronomicon» в августе и «Toumei ningen» в сентябре. В ноябре 2008-го Aicle. переиздали свою песню «Choco Sand Biscuit Cream» для распространения на концерте SHIBUYA BOXX в декабре. 25-го марта 2009 вышел их первый альбом, сразу занявший пятое место в чарте Oricon.
В августе группа выпустила сингл «Chikyuugi». До этого, ещё в мае, их покинул ритм-гитарист Кэйта, после концерта в Shinjuku MARZ. Зарубежный дебют группы состоялся в октябре 2009 года. Они сыграли на Tsukicon в Хельсинки. В декабре того же года их сингл «Psycho×Letter» достиг шестой строчки чарта Oricon. В марте следующего года вышел очередной их сингл под названием «Que sera: sera».
В начале 2011 года был анонсирован второй полноценный альбом «アルク -ALUKU-», выход которого намечен на 9 марта. В него войдут 10 песен, 6 из которых ранее выходили в качестве синглов.
Группа распалась 22 февраля 2012 года. Каждый из участников группы решил пойти своей дорогой в мире музыки.

## Лирика и музыка
Сама идея группы основана на «причудливом» миксе гротеска и рок/поп-музыки. Так в одной из песен группы поётся:

Посмотрите вокруг себя в этом аквариуме

Там нет насмешки, но там также нет кислорода

Разделять чувства не легко Посмотрите на это:

"Моя голова смешной формы. "

Поймайте пузыри … дышите глубого

Рыбки раздражают вас, не можете видеть сквозь туман

Это мило, но:

«Моя голова тяжелая, вот почему, я тону». Aicle. — Hammerhead, с сингла Chikyuugi 2009 года.
Костюмы Aicle. всегда связаны какой-либо идеей и общим замыслом:
Наши костюмы обычно объединены какой-то темой. На данный момент это рыбьи стаи и тропики. Они плывут в океане, сверкая чешуей; именно эту идею мы положили в основу своих костюмов.
В их музыке поп-мелодии соединяются с ритмичными рок-партиями, а чистый вокал сменяется гроулом. Гитарист группы Руби, объясняет это тем, что в их творчестве объединяется тёмная и мрачная сторона со светлой и весёлой.

## Состав
- Эмиру — вокал. По его словам, он поёт, чтобы раскрыть свою сущность.[3]
- Руби — гитара. Он — гитарист во втором поколении.[3]
- Саран — бас-гитара. По его мнению, у бас-гитары самый натуральный звук.[3]

## Дискография
- 2010-09-15	Dramatic. (A TYPE)	ドラマチック。 (Aタイプ)	CD + DVD	maxi-single
- 2010-08-11	Exotic. (A TYPE)	エキゾチック。(Aタイプ)	CD + DVD	maxi-single
- 2010-03-17	Que sera: sera	ケセラ:セラ	CD	maxi-single
- 2009-12-16	Psycho×Letter (Limited Regular Edition)	サイコ×レタア (初回通常盤)	CD	maxi-single
- 2009-08-05	Chikyuugi. (Limited Regular Edition)	地球戯。(初回通常盤)	CD	maxi-single
- 2009-03-25	Shinzou (A TYPE)	心臓 (Aタイプ)	CD + DVD	album
- 2008-11-25	Choco Sand Biscuit Cream	チョコサンドビスケットクリーム	CD	single
- 2008-09-24	Toumei ningen (A TYPE)	トウメイニンゲン (Aタイプ)	CD + DVD	maxi-single
- 2008-08-20	Necronomicon (A TYPE)	ネクロノミコン (Aタイプ)	CD + DVD	maxi-single
- 2008-07-16	Shidoro modoro (A TYPE)	シドロモドロ (Aタイプ)	CD + DVD	maxi-single
- 2008-03-26	Kaitai shinsho (A TYPE)	怪体新書 (Aタイプ)	CD + DVD	maxi-single
- 2007-12-19	Dokushoku Marble.	独色マーヴル。	CD	maxi-single
- 2007-11-21	Kyuukei mugen rensa ~mizutama~	球形無限連鎖 〜ミズタマ〜	CD	single
- 2007-03-07	Kinenbi.	記念日。	CD	single